# Lukavica Donja
Lukavica Donja – wieś w Bośni i Hercegowinie, w Federacji Bośni i Hercegowiny, w kantonie tuzlańskim, w mieście Živinice. W 2013 roku liczyła 1327 mieszkańców, z czego większość stanowili Boszniacy.